# Lycodon ferroni
Espèce
Statut de conservation UICN

 DD  : Données insuffisantes
Lycodon ferroni est une espèce de serpent de la famille des Colubridae.

## Répartition
Cette espèce est endémique des Philippines. Elle se rencontre sur l'île de Samar.

## Étymologie
Son nom d'espèce, ferroni, lui a été donné en l'honneur de Cédric Ferron qui a collecté le spécimen analysé.

## Publication originale
- (en) Lanza, 1999 : A new species of Lycodon from the Philippines, with a key to the genus (Reptilia: Serpentes: Colubridae). Tropical Zoology, vol. 12, p. 89-104.